# Tsuneo Taga
Tsuneo Taga (jap. 多賀恒雄 Taga Tsuneo; ur. 24 kwietnia 1955) – japoński zapaśnik w stylu wolnym. Piąty na mistrzostwach świata w 1979. Złoto w mistrzostwach Azji w 1979. Wicemistrz Uniwersjady w 1977. Drugi w Pucharze Świata w 1979; trzeci w 1978 roku. Był w kadrze na igrzyska w Moskwie, na które nie pojechał z powodu bojkotu. Startował w kategorii 62 kg.